# Dresdner Butterbrief

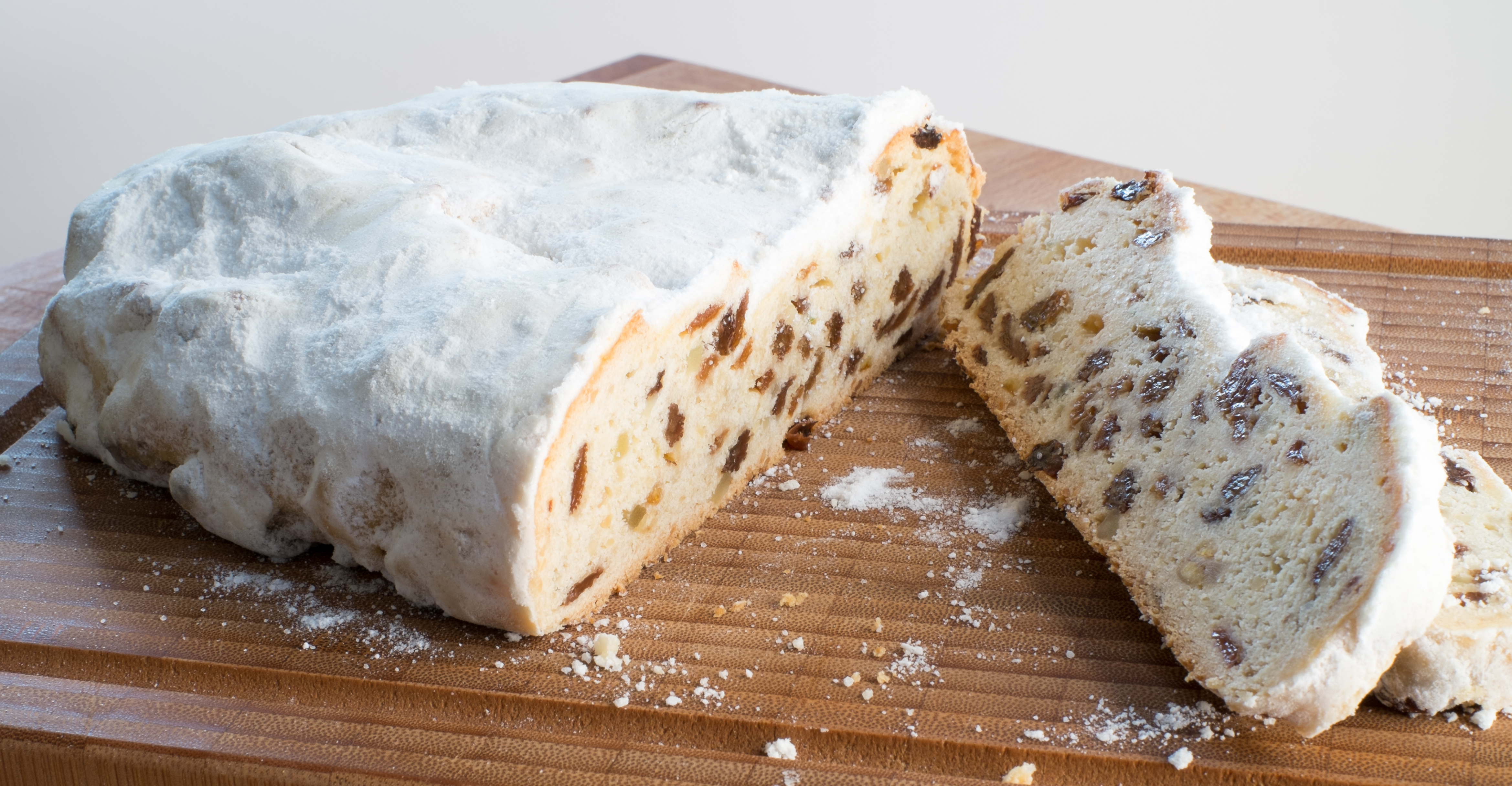
Angeschnittener Dresdner Christstollen

Der sogenannte Dresdner Butterbrief ist ein Schreiben von Papst Innozenz VIII. (1484–1492) an den sächsischen Kurfürsten Ernst von Sachsen und Albrecht der Beherzte aus dem Jahr 1491. Die Kurfürsten aus dem Hause Wettin hatten zuvor über mehrere Generationen versucht, die in der katholischen Fastenzeit ansonsten verbotene Butter ausnahmsweise zu erlauben.

## Hintergrund und Inhalt
Der im Mittelalter hergestellte Stollenkuchen war ein Fastengebäck. Diese Backwaren bestanden nur aus Mehl und Wasser. Weitere Zutaten wie Hafer und Rüböl verliehen dem Stollengebäck zudem einen tranigen Geschmack. Die ergänzende Verwendung von Hefe wird häufig genannt, kann für die damalige Zeit aber ausgeschlossen werden, weil die Backhefe erst Jahrhunderte später entdeckt wurde.
Der sächsische Adel beantragte bei seinem Fürsten, den von der römisch-katholischen Kirche bis 1486 gebotenen Verzicht auf Butter in der Fastenzeit aufzuheben. Kurfürst Ernst von Sachsen (1441–1486) und sein Bruder Albrecht der Beherzte (1443–1500) wandten sich mit einem Bittbrief an Papst Innozenz VIII. Nach dem Erlass des Papstes dieser Zeit durfte dem Dresdner Christstollen Butter hinzugefügt werden. Im Schwyzer Staatsarchiv ist der päpstliche Butterbrief archiviert.